# Frank Sollmann
Frank Sollmann (* 1965) ist ein deutscher Schauspieler für Bühne, Film- und Fernsehen.

## Leben
Frank Sollmann verbrachte seine Kindheit und Jugend in Schwabach und Nürnberg (Bayern). Nach einer Ausbildung zum Kaufmann der Grundstücks- und Wohnungswirtschaft arbeitete er in verschiedenen Berufen im In- und Ausland (Adelaide, Australien; New York, USA), seit 2000 arbeitet er als Schauspieler für Bühne, Film und Fernsehen. Frank Sollmann lebt aktuell in München und Karlsruhe.

## Ausbildung
- 1996 bis 1997: Berufsfachschule für Schauspiel Nürnberg Via Vai
- 1998 bis 2000: Actors Studio New York (Internship/Volontariat)
- 1998 bis 2000: The Lee Strasberg Theatre & Film Institute - New York[1]

## Filmografie (Auswahl)
- 2012–2014: Add A Friend; TV-Serie, TNT Serie
- 2014: Tatort: Die letzte Wiesn; (Fernsehreihe), BR
- 2014: Verliebt, verlobt, vertauscht; TV-Film, SAT.1
- 2016: Arzt mit Nebenwirkung; TV-Film, ARD Degeto
- 2016, 2024: Sturm der Liebe; TV-Serie, ARD Degeto
- 2016: Alles was zählt; TV-Serie, RTL
- 2017: Bella Germania, TV-Mehrteiler, ZDF
- 2017: Der Alte; TV-Serie, ZDF Folge 406: Stummer Zeuge
- 2017: Sieben Stunden TV-Film, BR
- 2018: Bayerns Weg zur Demokratie; Doku-Spielfilm (Mehrteiler), BR
- 2018: Arthurs Gesetz, TV-Serie
- 2018: Deutschlands große Clans – Die Lidl-Story, (Doku-Reihe), ZDF
- 2022: Die Rosenheim-Cops, TV-Serie, ZDF
- 2023: Der Schatten (Fernsehserie)
- 2025: Cassandra (Fernsehserie)

## Theater (Auswahl)
- 2000–2001: Shoppen und Ficken Mark Erik Rastetter Sandkorn-Theater Karlsruhe
- 2000–2001: Amadeus Amadeus Mathias Clauß Westdeutsches Tourneetheater Remscheid
- 2001: Jedermann Armer Nachbar Manfred Wekwerth Westdeutsches Tourneetheater Remscheid
- 2001: Dinner für Spinner Juste Leblanc Gwendolyn von Ambesser Westdeutsches Tourneetheater Remscheid
- 2001–2002: Das Blut Mann Erik Rastetter Sandkorn-Theater Karlsruhe
- 2002: Reise nach Burma Kurt Alexander Bischoff Badisches Staatstheater Karlsruhe/HfG
- 2003–2004: Der Räuber Hotzenplotz Hotzenplotz Friedemann A. Nawroth Sandkorn-Theater Karlsruhe
- 2003–2004: Das Missverständnis Jan Victor Carcu Sandkorn-Theater Karlsruhe
- 2003–2005: Mütter Sohn Fritzdieter Gerhards Sandkorn-Theater Karlsruhe
- 2004–2005: Angstmän Angstmän Friedemann A. Nawroth Bluemix, Karlsruhe
- 2004–2006: Elling Kjell Bjarne Steffi Lackner Sandkorn-Theater Karlsruhe
- 2004–2006: Der Kleine Horrorladen Seymour Fritzdieter Gerhards Sandkorn-Theater Karlsruhe
- 2004–2007: D!E SP!NNER diverse Steffi Lackner Sandkorn-Theater Karlsruhe und Lebenshilfe
- 2005: Sid & Nancy und der große Rock'n'Roll Schwindel Malcolm McLaren Mimi Schwaiberger Club Le Carambolage, Karlsruhe
- 2005–2006: Schiller, Tod und Teufel Herr von G. Julian König Theater zur Nacht, Karlsruhe
- 2005–2006: Eins auf die Fresse Sven Frank Landua Sandkorn-Theater Karlsruhe
- 2005–2006: Briest Crampas Victor Carcu Sandkorn-Theater Karlsruhe
- 2006: Harold & Maude Pater Finnegan Mimi Schwaiberger theater!szene in der Stadtmitte
- 2006: Kabale und Liebe Wurm Julian König Sandkorn-Theater Karlsruhe
- 2006–2008: La Gioconda – die Beute und ihr Opfer Vincenzo Peruggia Patrick Batarilo theater!szene Stadtmitte Karlsruhe
- 2007–2008: Hund Frau Mann Mann Lilly Ann Repplinger Compagnie Gattilier
- 2008: Jakobswegsisters Trainer Marie-Rose Russi Compagnie Gattilier
- 2008–2013: Der Prozess Josef K. Victor Carcu Sandkorn-Theater Karlsruhe
- 2011–2012: Tannöd Georg Hauer Erik Rastetter Sandkorn-Theater Karlsruhe
- 2012–2017: Die Physiker Newton (HR) Mimi Schwaiberger Sandkorn-Theater, Karlsruhe
- 2012–2017: Homo faber Walter Faber (HR) Victor Carcu Sandkorn-Theater, Karlsruhe
- 2016–2019: JUDAS Judas Frank Sollmann One.Man.Group

## (Synchron-)sprecher, Moderation
- 2004: Sommerlocherotica Phallusophische Lesung erotischer Literatur mit Mu Sprecher Club Le Carambolage
- 2004: Rexplorer Stadtführer Regensburg Sprecher Stadt Regensburg
- 2005: Struwwelpeter Hörspiel Sprecher Hörmedia Audioverlag
- 2006: Literaturhappen Lesung Vorleser Stadtbibliothek Karlsruhe
- 2007: Literaturhappen Lesung Sprecher Stadtbibliothek Karlsruhe
- 2008: Literaturhappen Lesung Sprecher Stadtbibliothek Karlsruhe
- 2009: Brief an den Vater Kafka-Projekt Sprecher das Büro Karlsruhe
- 2009: O Pentniguim Kurzfilm Voice Over Philip Hartmann
- 2010 Brief an den Vater 2.0 Multimediale Lesung Sprecher theater!szene Karlsruhe
- 2011: Hell-O-Screen Horrorkurzfilme und – Geschichten Sprecher Filmbüro Karlsruhe
- 2012: Hell-O-Screen Horrorkurzfilme und – Geschichten Erzähler Filmbüro Karlsruhe
- 2016–2019: Moderation Kulturbühne Das Fest, Karlsruhe